# Bachos-Binos
Bachos-Binos est une ancienne commune de la Haute-Garonne. Créée en 1840, elle est issue de la fusion des communes de Bachos et Binos. En 1948, Bachos-Binos devient Bachos à la suite du rétablissement de Binos,.

## Population et société

### Démographie
| 1841 | 1846 | 1851 | 1861 | 1866 | 1872 | 1876 | 1881 | 1886 |
| ---- | ---- | ---- | ---- | ---- | ---- | ---- | ---- | ---- |
| 253  | 268  | 277  | 264  | 246  | 260  | 221  | 197  | 198  |

| 1891 | 1896 | 1901 | 1906 | 1911 | 1921 | 1926 | 1931 | 1936 |
| ---- | ---- | ---- | ---- | ---- | ---- | ---- | ---- | ---- |
| 184  | 185  | 172  | 155  | 139  | 145  | 130  | 136  | 108  |

| 1946 | - | - | - | - | - | - | - | - |
| ---- | - | - | - | - | - | - | - | - |
| 118  | - | - | - | - | - | - | - | - |